# Булгурино
Булгурино — хутор в Еланском районе Волгоградской области России. Входит в состав Большевистского сельского поселения.

## История
В «Списке населённых мест Земли Войска Донского», изданном в 1864 году, населённый пункт упомянут как хутор Булгурин в составе юрта станицы Берёзовской Усть-Медведицкого округа, при вершине речки Бузулука, расположенный в 180 верстах от окружной станицы Усть-Медведицкой. В Булгурине имелось 20 дворов и проживало 164 жителя (75 мужчин и 89 женщин).

Согласно Списку населённых мест Области Войска Донского по переписи 1873 года в хуторе Булгуринском насчитывалось 44 двора и проживало 187 душ мужского и 171 женского пола.
Согласно алфавитному списку населённых мест Области Войска Донского 1915 года на хуторе имелось 75 дворов и проживало 664 человека (370 мужчин и 294 женщины). Функционировали Софиевская церковь, одноклассное приходское училище и две ветряные мельницы.
В 1928 году хутор Булгуринский (Болгуринский) был включён в состав Даниловского района Камышинского округа (упразднён в 1930 году) Нижне-Волжского края (с 1934 года — Сталинградского края, с 1936 года — Сталинградской области). Хутор являлся административным центром Булгуринского сельсовета. В период с 1935 по 1963 годы хутор находился в подчинении Вязовского района. По состоянию на 1964 год Булгурино входило в состав Большевистского сельсовета Еланского района.

## География
Хутор находится в северной части Волгоградской области, в пределах Хопёрско-Бузулукской равнины, на левом берегу реки Бузулук, на расстоянии примерно 35 километров (по прямой) к югу от посёлка городского типа Елань, административного центра района. Абсолютная высота — 127 метров над уровнем моря.
Часовой пояс
Хутор Булгурино, как и вся Волгоградская область, находится в часовой зоне МСК (московское время). Смещение применяемого времени относительно UTC составляет +3:00.

## Население
| 2010 |
| ---- |
| 126  |

Гендерный состав
По данным Всероссийской переписи населения 2010 года в гендерной структуре населения мужчины составляли 50,8 %, женщины — соответственно 49,2 %.
Национальный состав
Согласно результатам переписи 2002 года, в национальной структуре населения русские составляли 88 %.

### Известные уроженцы
В хуторе родился Николай Феофанович Яковлев (1892—1974) — советский лингвист-кавказовед, специалист по теоретической и прикладной лингвистике, фонолог и социолингвист.